# Eugen Schmid (Jurist)

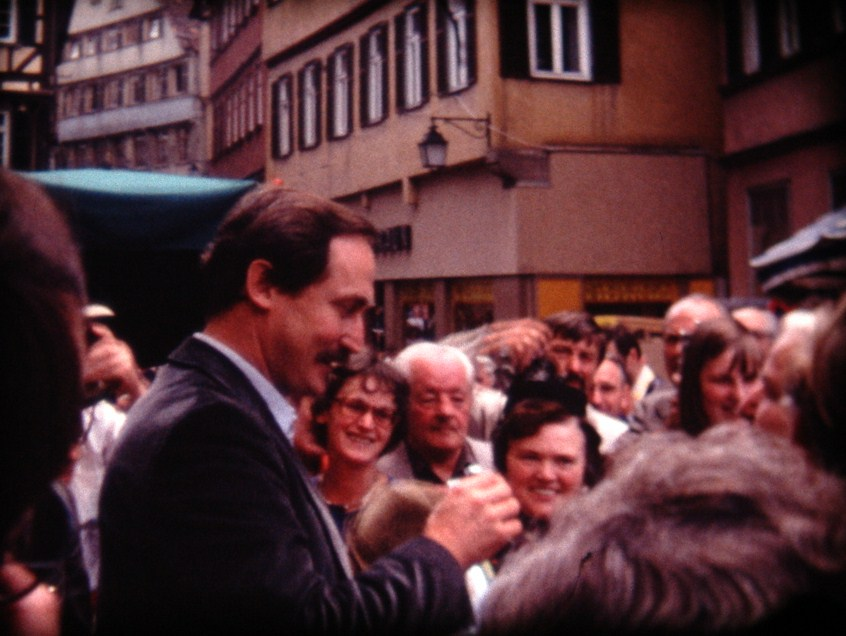
Eugen Schmid, 1978

Eugen Rudolf Schmid (* 22. März 1932 in Tübingen) ist ein deutscher Jurist und war von 1975 bis 1999 Oberbürgermeister der Universitätsstadt Tübingen.

## Leben

### Herkunft und Ausbildung
Eugen Schmid wurde als Ältestes von drei Kinder von Emil Schmid (1904–1988) und Luise Schmid (geb. Lohrer) geboren. Bereits sein Vater war Bürgermeister 1948–1966 in Tailfingen.
Schmid absolvierte an der Eberhard Karls Universität Tübingen ein Studium der Rechtswissenschaften. 1961 promovierte er dort zum Thema Die Rücksichtsnahmepflicht bei Sicherungsübereignung.

### Laufbahn
Von 1973 bis 2007 vertrat Schmid die Freien Wähler im Tübinger Kreistag. Nach seiner Wahl 1974 trat er am 3. Januar 1975 das Amt des Oberbürgermeisters von Tübingen an. Während seiner ersten Amtsperiode versuchte er das Großbauprojekt Nordtangente durchzusetzen. Die Nordtangente sollte als eine mindestens vierspurige Schnellstraße den Westbahnhof mit der Mohlstraße verbinden und zwar von der Schmiedtorkreuzung zur Mohlstraße über zwei Tunnel unter dem Gebiet der Stadtkliniken verlaufen, und auf diese Weise die Wilhelmstraße entlasten. Die Baukosten sollten sich auf mindestens 70 Millionen DM belaufen. Nachdem der Gemeinderat im März 1979 Planungen für die Nordtangente gebilligt hatte, formierte sich unter dem Motto „unser Tübingen ist nicht Chicago“ Widerstand und Unterschriften für einen Bürgerentscheid wurden gesammelt. Der Bürgerentscheid am 8. Juli 1979 brachte bei einer Wahlbeteiligung von 50,5 % ein Ergebnis von 82 % gegen die als überdimensioniert kritisierte Nordtangente. Für Eugen Schmid war das eine große Schlappe, weil er davon tief überzeugt war, dass trotz allen Widerstands die Mehrheit letztendlich für den Bau stimmen werde. Dieses Ergebnis zwang die Stadt Tübingen zu einer Umorientierung in der Verkehrspolitik.
1982 kandidierte Schmid zur Wiederwahl und wurde am 3. Oktober mit 66 % der Stimmen im Amt bestätigt. Bei der zweiten Wiederwahl am 21. Oktober 1990 gelang es ihm, 84 % der Stimmen zu erhalten. Zur Wahl 1998 trat er nicht mehr an. Nach seinem Ausscheiden am 2. Januar 1999 wurde Brigitte Russ-Scherer (SPD) seine Nachfolgerin. Von März 1995 bis Dezember 1998 war Schmid Vorsitzender des Städtetags Baden-Württemberg.
Anfang Februar 2017 übergab Eugen Schmid seine Lebenserinnerungen mit dem Titel Nachsinnen der Stadt Tübingen. Das Manuskript nahmen der Oberbürgermeister Boris Palmer und der Stadtarchivar Udo Rauch entgegen. Das knapp 600-seitige Manuskript schildert sein Leben von der Kindheit in Tailfingen bis zum Ende seiner Zeit als Kommunalpolitiker. Es kann im Stadtarchiv eingesehen werden.

## Ehrungen
Schmid ist Ehrensenator der Universität Tübingen. Mit seinem Ausscheiden aus dem Amt des Oberbürgermeisters erhielt er die Tübinger Ehrenbürgerwürde. Am 23. Oktober 2008 erhielt er vom Städtetag Baden-Württemberg die Verdienstmedaille in Silber.